# Just Cause
『Just Cause』（ジャストコーズ）は、2006年に発売されたアクションビデオゲーム、およびシリーズ作品名。アメリカでは2006年9月27日に発売された。制作はスウェーデンに所在する、Avalanche Studiosとアイドス・インタラクティブ。発売元はエレクトロニック・アーツ。
日本語版は『Just Cause ビバ・レボリューション』というタイトルでXbox 360版のみ発売された。
2010年3月23日に続編である『Just Cause 2』が北米で発売された。その後、更なる続編『Just Cause 3』が2016年1月に発売され、2018年12月には『Just Cause 4』が発売された。全シリーズ累計出荷・ダウンロード販売本数は2018年6月時点で1,500万本以上に達している。

## ストーリー
物語の舞台は、中南米の小国であるサン・エスペリート。この国では、軍事クーデターが発生し、現政権は退任に追い込まれ、サン・エスペリート軍の将軍であるサルバトール・メンドーサという人物が大統領となり、軍事政権が誕生した。事態を重く見たアメリカ政府は、メンドーサ政権を崩壊させるために、CIAのエージェントである、リコ・ロドリゲス、トム・シェルドン、マリア・ケーンを同国に派遣する。

## 概要
中南米にある亜熱帯の島国であるサン・エスペリートを舞台に、CIAのエージェントであるリコ・ロドリゲスを主人公に据えたアクションゲーム。

### ゲームシステム
プレイスタイル
オープンワールド形式で、広大なマップを巡りながらミッションを遂行していくことになる。使用可能な車両が100種類を超えていることもあり、プレイヤーの自由度が比較的高く、ミッション攻略法がいくつもある。
任務
物語の本筋であるCIAからの「ミッション」と、ゲリラや麻薬カルテルから依頼される「解放ミッション」と「サブミッション」の他、「レースアタック」がある。
解放ミッションは、勢力同士の集団戦で、敵勢力が支配する地域を襲撃する。バリケード3つを破壊しながら進攻して行き、人民解放戦線では広場にゲリラの旗を掲げる、麻薬カルテルの場合は地域のモンターノ・カルテルのボスを仕留める事で達成となる。請け負うには味方勢力との友好度が一定以上必要。
サブミッションは、解放ミッションを引き受けるには友好度が足りない場合、あるいは地域解放後に引き受けられる。内容はランダムに生成され、成功すればその勢力の友好度が上がる。
サポート
PDAから要請することで、車両やボートの配達や、各セーフ・ハウスまでの送迎が受けられる。
ただし、ヘリが着陸できる広い場所が必要で、戦闘中は呼ぶことができない。
武器
武装したキャラクターが死亡する際に落とした物を拾えるほか、各セーフ・ハウスにも置かれている。
ストーリーを進める以外にもゲリラと麻薬カルテルの階級を上げると性能が高いものが入手可能である。
同じカテゴリーに分類される武器は同時に持てない。
ヒートレベル（警戒レベル）
交通事故を起こしたり、軍人や警察官、敵対する麻薬カルテル・メンバーの殺害、敵基地や施設への侵入を行うと手配され、追われることになる。
レベルは政府勢力とモンターノ・カルテルとで別々に集計され、0-5の段階があり、段階が上がる毎に敵組織の武装が増強される（戦闘機や戦闘ヘリが現れるなど）。
一定時間身を隠すことで少しずつレベルが下がって行き、最終的には解除される。
また、ミッションを達成した際にもリセットされる。
最終ストーリー後はリコの味方である人民解放戦線が治安維持を担当するのでレベルが1しか上がらない上に警察や軍からの追跡はない。モンターノ・カルテルの構成員は少ないながら残るので、彼らからは攻撃はされるが小規模なものになる。
セーフ・ハウス
セーフ・ハウスは、ゲリラとリオハ・カルテルから依頼される解放ミッションをこなすかサブミッションをクリアして階級を上げていけば増えていく。乗り物や武器・弾薬の補充・ライフ回復・セーブが可能。
また、送迎サポートの目標地点となる。
セーフ・ハウスによっては用意されている乗り物や武器に違いがある。
ライフ
死亡したキャラクターが落とす救急キットを取得すると回復する。また、セーフ・ハウスに設置されている医療キットを使用すれば全快する。
時間によっても微量回復する。
セーブ
データのセーブはセーフ・ハウスで行う。また、メインミッション完了時にもセーブできる。
ロードはいつでも任意に可能。
ゲームオーバー
ライフを全て失ったり、メインミッションが遂行不能になった時点でゲームオーバーになる。
普通は通常装備以外の武器を失った上で最寄のセーフ・ハウスに送られるが、メインミッション中は特定の時点からの再挑戦も選択できる。

### リコの装備（火器を除く）
PDA
リコが携帯している小型情報端末機。端末には、地図機能が搭載されている。送迎や乗り物のデリバリーの要請が可能である。
情報、ミッションの内容、ゲーム進行の情況を各モードで確認できる。
グラップリングフック
あるミッションから支給されるリコの装備の一つ。ワイヤー巻き取り機がついた拳銃状の射出器具からアンカーを発射する。
無限に使用可能で、乗り物に撃ち込むことでパラセーリングができ、ワイヤーを巻き取り、乗り物に取り付く事で奪取にも利用できる。
今作では乗り物にしか使えない。
パラシュート
リコの通常装備の一つ。最初から所持しており無限に使用可能。高所から飛び降りた際のダメージを無くしたり、パラセーリングなどに使用する。

## 登場組織

### 情報機関
CIA
主人公が勤務する、アメリカの情報機関。

### 民間軍事会社
ブラック・ハンド
メンドーサが雇った民間軍事会社で、傭兵により構成された反乱分子制圧部隊。本拠地は南アフリカのケープタウンにある。

### 麻薬カルテル
リオハ・カルテル
反政権派で、モンターノ・カルテルと対立している穏健派の麻薬カルテル。
最高幹部は登場するが氏名は不明。しかし、彼の妻やサブミッションでサン・エスペリート軍の軍人やモンターノ・カルテルのメンバーが「エドモンド」と発言していることからエドモンドだと思われる。
ストーリーでは、主人公と手を組みサルバトール政権打倒とモンターノ・カルテルの壊滅を目指す。チームカラーは黄色。
反政府ゲリラのサン・エスペリート人民解放戦線とは友好関係にある。
モンターノ・カルテル
現政権と癒着している麻薬カルテルで、粛清対象。
サン・エスペリート人民解放戦線とは敵対している。
ストーリークリア後はほぼ壊滅状態になり、少数のメンバーがいる程度に縮小されることになる。チームカラーは紫色。

### 警察
サン・エスペリート警察本部
軍警察機関。村では警察署が設置されている。主人公が手配された際に陸上と空中から追跡し、銃撃をしてくる。メンドーサ死亡後は解体され、国内の治安維持はゲリラである「サン・エスペリート人民解放戦線」が担当することになる。

### ゲリラ
サン・エスペリート人民解放戦線（People's Revolutionary Army of the San Esperito）
メンドーサ政権打倒を目指す反政府ゲリラ。
リーダーはホセ・カルニカ。
リオハ・カルテルとは友好関係にある。
モンターノ・カルテルとは敵対している。
ストーリー終了後は、彼らが軍と警察機能を引き継ぎ、サン・エスペリートの治安維持にあたることになる。

## 登場人物

### CIA
リコ・ロドリゲス
本作の主人公で、CIAのエージェント。政府転覆、破壊工作が得意で、更には航空機の操縦ができる有能な人物。気難しい性格で、周囲の人間を寄せ付けない傾向があるが、トムとは仲が良く、彼の命令には素直に従っている。
トム・シェルドン
リコの上司。主人公に様々な任務を命じる。リコとの仲は良好。バーベキューが好物。
マリア・ケーン
リコの同僚である女性エージェント。トムを補佐し、作戦の助言を与えたり、任務の際に乗り物を用意してくれる。

### ゲリラ・武装集団
ホセ・カラミコス
軍事政権と対立する、反政府ゲリラのリーダー。ストーリー序盤で警察に捕まり処刑されそうになったところをリコに助けられる。
エスペランダ
カラミコスの妹。

### リオハ・カルテル
ボス
リオハ・カルテルの最高幹部。氏名は彼の妻やサブミッション上でサン・エスペリート軍の軍人やモンターノ・カルテルのメンバーが「エドモンドを倒せ」と発言していることから名前はエドモンドだと思われる。
インマクラダ・パルミラ
リオハ・カルテルのボスの妻。

### サン・エスペリート政府
サルバトール・メンドーサ（Salvador Mendoza）
サン・エスペリート軍の将軍。軍事クーデターを起こして大統領に就任した人物。首都のサン・エスペリート市の丘と官邸入口前には彼の銅像が建っている他、街中の壁には肖像が描かれていたりプロパガンダ・ポスターに登場している（解放ミッションで町や村を制圧した場合は剥がされ、人民解放戦線のポスターに入れ代わる）。
ストーリーの最後では、大統領専用機に搭乗して逃亡を図るもリコに襲撃され、パラシュートで飛行機から脱出するが、追いつかれた上に時限爆弾を衣服に仕掛けられて、最後は爆死する。
子供は長男と次男がいたが、二人ともリコに殺害される。
イスラ・ドミニオには大統領官邸と私邸があり、大統領専用機も保有している。国内には、彼の名を冠した国際空港がある。モデルは、元パナマの国家元首であったマヌエル・ノリエガ将軍。
エルナン・アウグスト（Hernan Augusto）
元大統領。メンドーサが起こした軍事クーデターで失職させられた。

## サン・エスペリート
本作の舞台であるサン・エスペリートは、中南米にある亜熱帯の33の州で構成された共和国だが、軍事政権が権力を握っている。
国土の大部分は熱帯雨林に覆われ、2つの都市と多くの町や村が点在している。マップ内の面積は海域を含めて約1,000平方kmにもおよぶ。

### 主要都市
Esperito City（エスペリート・シティ）
サン・エスペリートの首都。メンドーサ・シティ州に属している。北と南の地区がある。市南側の丘には、メンドーサの大きな銅像が建っている。
Nuevo Estocolmo（ヌエーヴォ・エストコルモ）
La Perdidan州にある中規模都市。ミッションの舞台となるテレビジョン・センターがある。名称はスペイン語で「ニュー・ストックホルム」という意味。
Isla Dominio（イスラ・ドミニオ）
大統領官邸やメンドーサの私邸、軍事施設がある大きな島。最終ミッションの前半で行くことになる。官邸は広い敷地にあり、入口には彼の銅像が建っている。ミッション以外でも自由に行くことができる。

### 主な施設
メンドーサ国際空港（Mendoza International Airport）
サルバトール・メンドーサ大統領の名を冠したサン・エスペリートの主要空港。3つの滑走路がある。大型軍用輸送機とビジネスジェットが駐機されていて、いつでも操縦が可能。空港側にはセーフ・ハウスがある。ゲリラの解放ミッションとメンドーサの長男と次男を殺害するミッションで行くことになる場所でもある。
国立銀行（Banco Nacional）
サン・エスペリートの中央銀行。エスペリート・シティの中心部にある。メンドーサが描かれている紙幣強奪のミッションで行くことになる。
秘密警察本部（Secret Police headquarters）
サン・エスペリート市中心部にある。ホセ・カラミコスの妹の救出、警察署長を殺害するミッションで行くことになる。

## 日本語版
2007年11月8日に発売された。日本語字幕が追加されている。

## 体験版
Xbox 360版では、2006年8月24日にXbox Live Marketplaceで配信された。PC版では、GameSpotで配信された。

## 評価
4Gamer.netの奥谷海人は、南国の風景を表現したグラフィック性能の高さや、「架空の小国の革命の助太刀をする」という独特のテーマ、派手なアクションを肯定的に評価した。その一方で、ミッション内容や敵AIの動きの単調さについて指摘し、敵が倒れたり血を流す時の表現を「人間が死ぬというよりSerious Samのモンスターが倒れるようだ」と評した。

## 備考
GTAスタイルのオープンワールドとしては最大規模として紹介されたことがある。